# Pseudanthias thompsoni
Pseudanthias thompsoni là một loài cá biển thuộc chi Pseudanthias trong họ Cá mú. Loài này được mô tả lần đầu tiên vào năm 1923.

## Phân bố và môi trường sống
P. thompsoni có phạm vi phân bố ở Bắc Thái Bình Dương. Đây là loài đặc hữu của quần đảo Hawaii (không được ghi nhận tại đảo san hô Johnston). Chúng sống xung quanh các rạn san hô ở độ sâu khoảng từ 5 đến 190 m.

## Mô tả
P. thompsoni có chiều dài cơ thể lớn nhất được ghi nhận là 22 cm. Vây đuôi xẻ thùy, có viền màu xanh ánh kim. Cá trưởng thành có vùng lưng màu đỏ cam với các đốm vàng trên mỗi vảy. Cá đực có dải màu đỏ tía viền vàng từ mõm băng qua má.
Số gai ở vây lưng: 10; Số tia vây mềm ở vây lưng: 16 - 18; Số gai ở vây hậu môn: 3; Số tia vây mềm ở vây hậu môn: 9 - 10; Số gai ở vây bụng: 1; Số tia vây mềm ở vây bụng: 5; Số tia vây mềm ở vây ngực: 20 - 22.